# پاول هالا
پاول هالا (آلمانی: Paul Halla; ۱۰ آوریل ۱۹۳۱ – ۶ دسامبر ۲۰۰۵) بازیکن فوتبال اهل اتریش بود.
از باشگاه‌هایی که در آن بازی کرده‌است می‌توان به باشگاه فوتبال اشتورم گراتس، باشگاه فوتبال راپید وین، و باشگاه فوتبال گراتس اشاره کرد.
وی همچنین در تیم ملی فوتبال اتریش بازی کرده‌است.